# Style (平井堅の曲)
「style」（スタイル）は、平井堅の楽曲。2003年7月30日にDefSTAR RECORDSより19枚目のシングルとして発売された。

## 解説
キャッチコピーは「平井堅の楽曲史上、最速」。
ミュージック・ビデオでは、短髪坊主姿で出演している。
「You Are The Sunshine of My Life」は、スティーヴィー・ワンダーのカバー曲で、日本人で唯一参加したトリビュート・アルバム『Conception an interpretation of Stevie Wonder's songs』（日本盤）に収録されていた。ソニー「ハンディカム」のコマーシャルソングとして使用された。また、スティーヴィーが7年ぶりの日本公演（デビュー40周年ツアー）を2003年12月27日にさいたまスーパーアリーナで開催し、平井が急遽飛び入りで出演。「You Are The Sunshine of My Life」を熱唱した。 
オリコンヒットチャートのトップ10入りを逃した作品で、2000年以降のシングルでは15thシングル『Strawberry Sex』以来2作目となる。後に平井は「周りから「良い曲なんだけどねえ」と言われる。」「今思えばメロディがきっちりとある曲の方が喜ばれるのかな。カラオケでも歌いづらいもん（笑）」とコメントしている。シングルの累計出荷枚数は2005年9月時点で15万枚を記録した。

## 収録曲
| #  | タイトル                            | 作詞          | 作曲          | 編曲      | 時間 |
| -- | ----------------------------------- | ------------- | ------------- | --------- | ---- |
| 1. | 「style」                           | 平井堅        | 南ヤスヒロ    | OCTOPUSSY | 4:21 |
| 2. | 「signal」                          | 平井堅        | 平井堅        | FILUR     | 4:43 |
| 3. | 「You Are The Sunshine of My Life」 | Stevie Wonder | Stevie Wonder | 松浦晃久  | 4:08 |
| 4. | 「style」(instrumental)             |               |               |           | 4:23 |

## 関連作品
style
- SENTIMENTALovers
- Ken Hirai 10th Anniversary Complete Single Collection '95-'05 歌バカ
- Ken Hirai Singles Best Collection 歌バカ2（初回限定盤 AのDisc 2にのみ収録）

style ‐D.O.I. re-M.I.X.‐
- キミはともだち（21st シングル）

signal
- SENTIMENTALovers
- Ken Hirai 15th Anniversary c/w Collection '95-'10 “裏 歌バカ”

You Are My Sunshine of My Life
- Conception an interpretation of Stevie Wonder's songs（日本盤）